# Embracing Defeat
Embracing Defeat: Japan in the Wake of World War II est un livre d'histoire écrit par John W. Dower et publié par W. W. Norton & Company en 1999. L'ouvrage couvre l'occupation du Japon par les alliés entre le mois d'août 1945 et le mois d'avril 1952, traitant de sujets tels que l'administration de Douglas MacArthur, le procès de Tokyo des criminels de guerre et la controversée déclaration d'humanité de Hirohito.
Décrit par le The New York Times comme « magistral et magnifiquement écrit », le livre remporte l'édition 2000 du prix Pulitzer de l'essai, le National Book Award de 1999, le prix Bancroft en 2000, le L.L. Winship/PEN New England Award en 2000, le prix d'histoire Mark-Lynton et le 1999 Los Angeles Times Book Prize.

## Publication
- (en) John W Dower, Embracing defeat : Japan in the wake of World War II, W.W. Norton & Co, 2000 (réimpr. 2003), 676 p. (ISBN 978-0-393-32027-5).

## Source de la traduction
- (en) Cet article est partiellement ou en totalité issu de l’article de Wikipédia en anglais intitulé « Embracing Defeat » (voir la liste des auteurs).